# Емма Вілсон
Емма Вілсон (англ. Emma Wilson, нар. 7 квітня 1999) — британська яхтсменка, бронзова призерка Олімпійських ігор 2020 року.

## Біографія
Емма Вілсон народилася 7 квітня 1999 року в Ноттінгемі. Її мама Пенні Вілсон була яхтсменкою та брала участь в Олімпійських іграх 2992 та 1996 року. Старший брат Емми, Ден Вілсон, також займається вітрильним спортом. У дитинстві спортсменка займалася хокеєм.

## Виступи на Олімпіадах
| Олімпіада  | Дисципліна  | Місце |
| ---------- | ----------- | ----- |
| Токіо 2020 | віндсерфінг | 3     |
| Париж 2024 | віндсерфінг | 3     |